# Seillons-Source-d'Argens
Ne doit pas être confondu avec Seillans.
Seillons-Source-d'Argens est une commune française située dans le département du Var, en région Provence-Alpes-Côte d'Azur.

## Géographie
|  |  |  |  |

Au cœur des vignes, le village se perche sur une colline à 388 m d'altitude, ce qui lui confère une vue imprenable sur la Sainte-Baume, la Sainte-Victoire et les Alpes. C'est à quelques kilomètres du village que l'Argens prend sa source.

### Communes limitrophes
| Esparron |                               | Saint-Martin-de-Pallières |
| Ollières | Seillons Source d'Argens      | Brue-Auriac               |
|          | Saint-Maximin-la-Sainte-Baume |                           |

### Sismicité
Il existe trois zones de sismicité dans le Var : 
- Zone 0 : Risque négligeable. C'est le cas de bon nombre de communes du littoral varois, ainsi que d'une partie des communes du centre Var. Malgré tout, ces communes ne sont pas à l'abri d'un effet tsunami, lié à un séisme en mer ;
- Zone Ia : Risque très faible. Concerne essentiellement les communes comprises dans une bande allant de la montagne Sainte-Victoire au massif de l'Esterel ;
- Zone Ib : Risque faible. Ce risque, le plus élevé du département mais qui n'est pas le plus haut de l'évaluation nationale, concerne 21 communes du nord du département.

La commune de Seillons-Source-d'Argens est en zone sismique de très faible risque Ia.

### Climat
Pour des articles plus généraux, voir Climat de Provence-Alpes-Côte d'Azur et Climat du Var.
En 2010, le climat de la commune est de type climat méditerranéen franc, selon une étude du Centre national de la recherche scientifique s'appuyant sur une série de données couvrant la période 1971-2000. En 2020, Météo-France publie une typologie des climats de la France métropolitaine dans laquelle la commune est exposée à un climat méditerranéen et est dans la région climatique  Provence, Languedoc-Roussillon, caractérisée par une pluviométrie faible en été, un très bon ensoleillement (2 600 h/an), un été chaud (21,5 °C), un air très sec en été, sec en toutes saisons, des vents forts (fréquence de 40 à 50 % de vents > 5 m/s) et peu de brouillards. 
Pour la période 1971-2000, la température annuelle moyenne est de 13,5 °C, avec une amplitude thermique annuelle de 16,3 °C. Le cumul annuel moyen de précipitations est de 762 mm, avec 5,9 jours de précipitations en janvier et 2,4 jours en juillet. Pour la période 1991-2020, la température moyenne annuelle observée sur la station météorologique de Météo-France la plus proche, « St Maximin la Ste Baume », sur la commune de Saint-Maximin-la-Sainte-Baume à 5 km à vol d'oiseau, est de 13,7 °C et le cumul annuel moyen de précipitations est de 765,3 mm. 
La température maximale relevée sur cette station est de 42,5 °C, atteinte le 28 juin 2019 ; la température minimale est de −15,2 °C, atteinte le 12 février 2012,,. 
Les paramètres climatiques de la commune ont été estimés pour le milieu du siècle (2041-2070) selon différents scénarios d'émission de gaz à effet de serre à partir des nouvelles projections climatiques de référence DRIAS-2020. Ils sont consultables sur un site dédié publié par Météo-France en novembre 2022.

## Urbanisme

### Typologie
Au 1er janvier 2024, Seillons-Source-d'Argens est catégorisée bourg rural, selon la nouvelle grille communale de densité à sept niveaux définie par l'Insee en 2022.
Elle appartient à l'unité urbaine de Seillons-Source-d'Argens, une unité urbaine monocommunale constituant une ville isolée,. Par ailleurs la commune fait partie de l'aire d'attraction de Marseille - Aix-en-Provence, dont elle est une commune de la couronne,. Cette aire, qui regroupe 115 communes, est catégorisée dans les aires de 700 000 habitants ou plus (hors Paris),.

### Occupation des sols
L'occupation des sols de la commune, telle qu'elle ressort de la base de données européenne d’occupation biophysique des sols Corine Land Cover (CLC), est marquée par l'importance des forêts et milieux semi-naturels (74,7 % en 2018), une proportion sensiblement équivalente à celle de 1990 (75,2 %). La répartition détaillée en 2018 est la suivante : 
forêts (51,8 %), espaces ouverts, sans ou avec peu de végétation (22,1 %), cultures permanentes (18,1 %), zones urbanisées (6,1 %), zones humides intérieures (0,8 %), milieux à végétation arbustive et/ou herbacée (0,7 %), zones agricoles hétérogènes (0,3 %). L'évolution de l’occupation des sols de la commune et de ses infrastructures peut être observée sur les différentes représentations cartographiques du territoire : la carte de Cassini (XVIIIe siècle), la carte d'état-major (1820-1866) et les cartes ou photos aériennes de l'IGN pour la période actuelle (1950 à aujourd'hui).

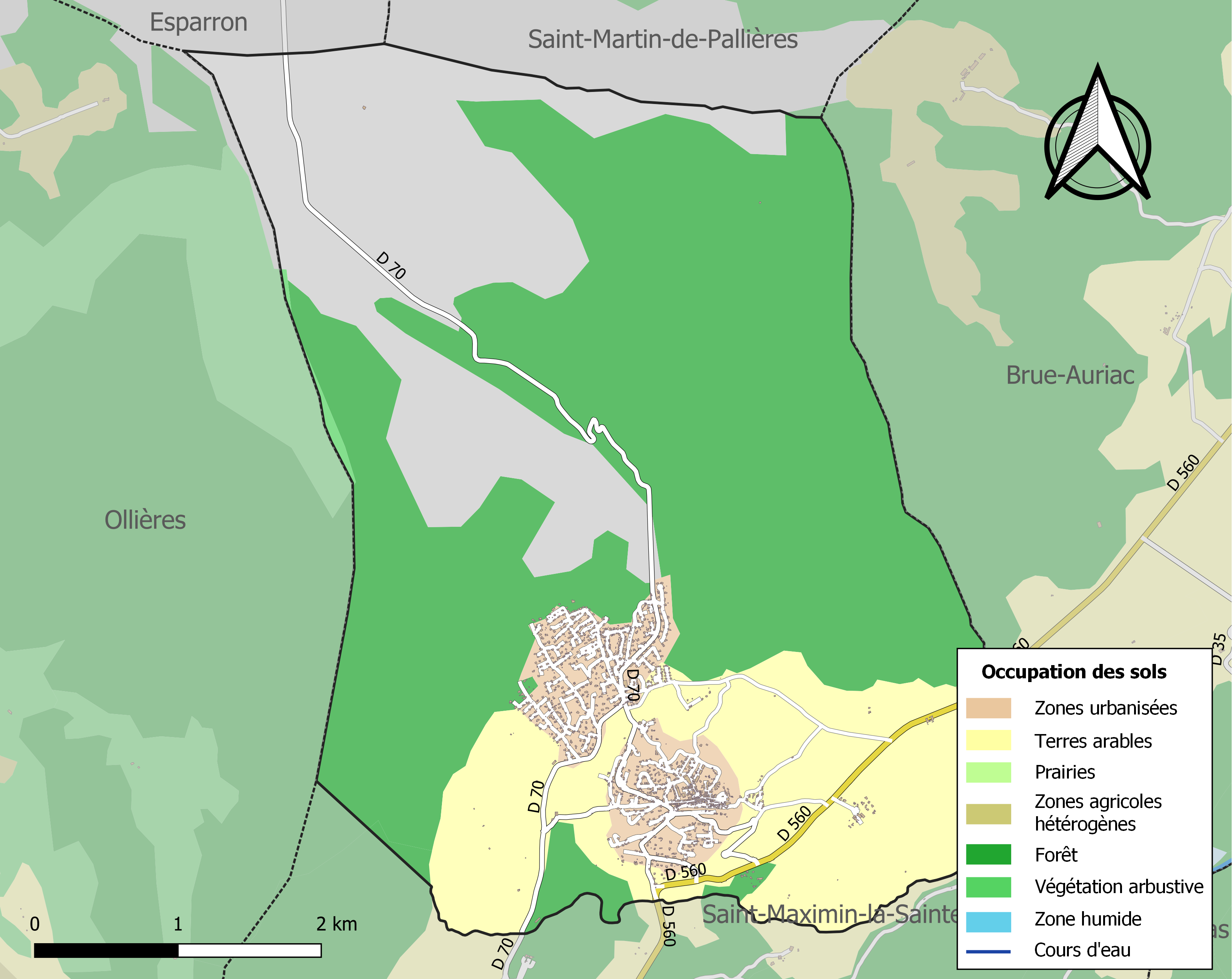
Carte des infrastructures et de l'occupation des sols de la commune en 2018 (CLC).

## Histoire
Anne de Marseille-Vintimille, morte le 20 janvier 1747, reprend les titres et les transmet à son fils Simon-Joseph de Raousset-Vintimille, marquis de Seillons, baron d'Ollioules et de Saint-Nazaire. Jusqu'en 1752, date à laquelle un arrêt de Paris met fin à cette succession, et remet les titres des dites terres d'Ollioules aux membres de la branche du Luc de la maison Vintimille (en la personne de Jean-Baptiste-Félix-Hubert de Vintimille du Luc, marquis du Luc et des Arcs, petit cousin au 5e degré d'Anne).
La commune de Seillons appartenait à la famille de Raousset Vintimille, elle possédait un château construit vers le XIIe siècle déplacé de son lieu primitif puis transformé au cours des siècles en résidence XVIIIe. Le fief fut érigé en marquisat en 1714 Conseiller au Parlement de Provence (1702). Nous avons toujours trace de douves, d'un ancien donjon, ainsi qu'un ancien village sous le château.
Le seigneur de Seillons Simon Joseph de Raousset était marié avec Anne de Marseille Vintimille, famille qui possédait en plus Tourves, Le Luc et l'ancien domaine et château de Roquefeuille (domaine de Roquefeuille domaine viticole commune de Trests). Une famille de Seillons le garda chez eux pour terminer ses jours. La famille de Raousset possédait en plus le château d'Ollioules et d'autres terres ainsi que les terres d'Ollières par mariage, descendants les Felix... Au fil des siècles, le château fut vendu, madame de Grimaldi qui y fit de la brocante au XIXe et le docteur Florens l'acquit par la suite. Il fut ensuite vendu à monsieur Bertrand de Bardies puis à madame de Montrichard et ses enfants.

## Héraldique
| Blason de Seillons source d'Argens entouré par une branche d'olivier et une vigne | Les armoiries de Seillons-Source-d'Argens se blasonnent ainsi : De sinople à la pointe ondée d'argent posée en bande. Le blason est parfois entouré d'un pampre de vigne à droite et d'un rameau de chêne à gauche, symboles des richesses du village. Il est parfois également surmonté d'une couronne. |

## Politique et administration

### Liste des maires
| Période                                  | Période                   | Identité               | Étiquette    | Qualité                                                                               |
| ---------------------------------------- | ------------------------- | ---------------------- | ------------ | ------------------------------------------------------------------------------------- |
| janvier 1927                             | décembre 1932 (démission) | Étienne Louche         | SFIO         | Cultivateur                                                                           |
| Les données manquantes sont à compléter. |                           |                        |              |                                                                                       |
| 1945                                     | 1956                      | André Dumerc           |              |                                                                                       |
| 1956                                     | mars 1965                 | Marius Arnaud          |              |                                                                                       |
| mars 1965                                | mars 1971                 | Jean-Pierre Pastorello |              | Instituteur                                                                           |
| mars 1971                                | mars 1977                 | Georges Fabre          |              |                                                                                       |
| mars 1977                                | mars 1983                 | Adrien Dozol           | PS           |                                                                                       |
| mars 1983                                | mars 2014                 | Eugène Berton          | RPR puis UMP | Restaurateur retraité                                                                 |
| mars 2014                                | En cours                  | Stéphane Arnaud        | SE           | Chef d'entreprise Conseiller départemental de Saint-Maximin-la-Sainte-Baume (2023 → ) |
| Les données manquantes sont à compléter. |                           |                        |              |                                                                                       |

## Population et société

### Démographie
L'évolution du nombre d'habitants est connue à travers les recensements de la population effectués dans la commune depuis 1793. Pour les communes de moins de 10 000 habitants, une enquête de recensement portant sur toute la population est réalisée tous les cinq ans, les populations de référence des années intermédiaires étant quant à elles estimées par interpolation ou extrapolation. Pour la commune, le premier recensement exhaustif entrant dans le cadre du nouveau dispositif a été réalisé en 2007.

En 2022, la commune comptait 2 717 habitants, en évolution de +9,12 % par rapport à 2016 (Var : +4,98 %, France hors Mayotte : +2,11 %).
| 1793 | 1800 | 1806 | 1821 | 1831 | 1836 | 1841 | 1846 | 1851 |
| ---- | ---- | ---- | ---- | ---- | ---- | ---- | ---- | ---- |
| 380  | 303  | 309  | 380  | 468  | 508  | 524  | 466  | 489  |

| 1856 | 1861 | 1866 | 1872 | 1876 | 1881 | 1886 | 1891 | 1896 |
| ---- | ---- | ---- | ---- | ---- | ---- | ---- | ---- | ---- |
| 505  | 497  | 500  | 510  | 578  | 534  | 503  | 442  | 419  |

| 1901 | 1906 | 1911 | 1921 | 1926 | 1931 | 1936 | 1946 | 1954 |
| ---- | ---- | ---- | ---- | ---- | ---- | ---- | ---- | ---- |
| 417  | 412  | 331  | 323  | 328  | 320  | 307  | 327  | 311  |

| 1962 | 1968 | 1975 | 1982 | 1990 | 1999  | 2006  | 2007  | 2012  |
| ---- | ---- | ---- | ---- | ---- | ----- | ----- | ----- | ----- |
| 292  | 295  | 309  | 397  | 844  | 1 610 | 2 011 | 2 068 | 2 266 |

| 2017  | 2022  | - | - | - | - | - | - | - |
| ----- | ----- | - | - | - | - | - | - | - |
| 2 468 | 2 717 | - | - | - | - | - | - | - |

### Personnalités liées à la commune
- Maurice Janetti (1933-1999), sénateur, député, conseiller général et conseiller régional, est né à Seillons et est inhumé dans le cimetière de la commune ; l'école maternelle porte son nom.
- René Morizur (1944-2009), musicien français, membre des Musclés, est décédé dans la commune.

## Lieux et monuments
- L'église Saint-Pierre ;
- La tour du château ;
- Le lavoir ;

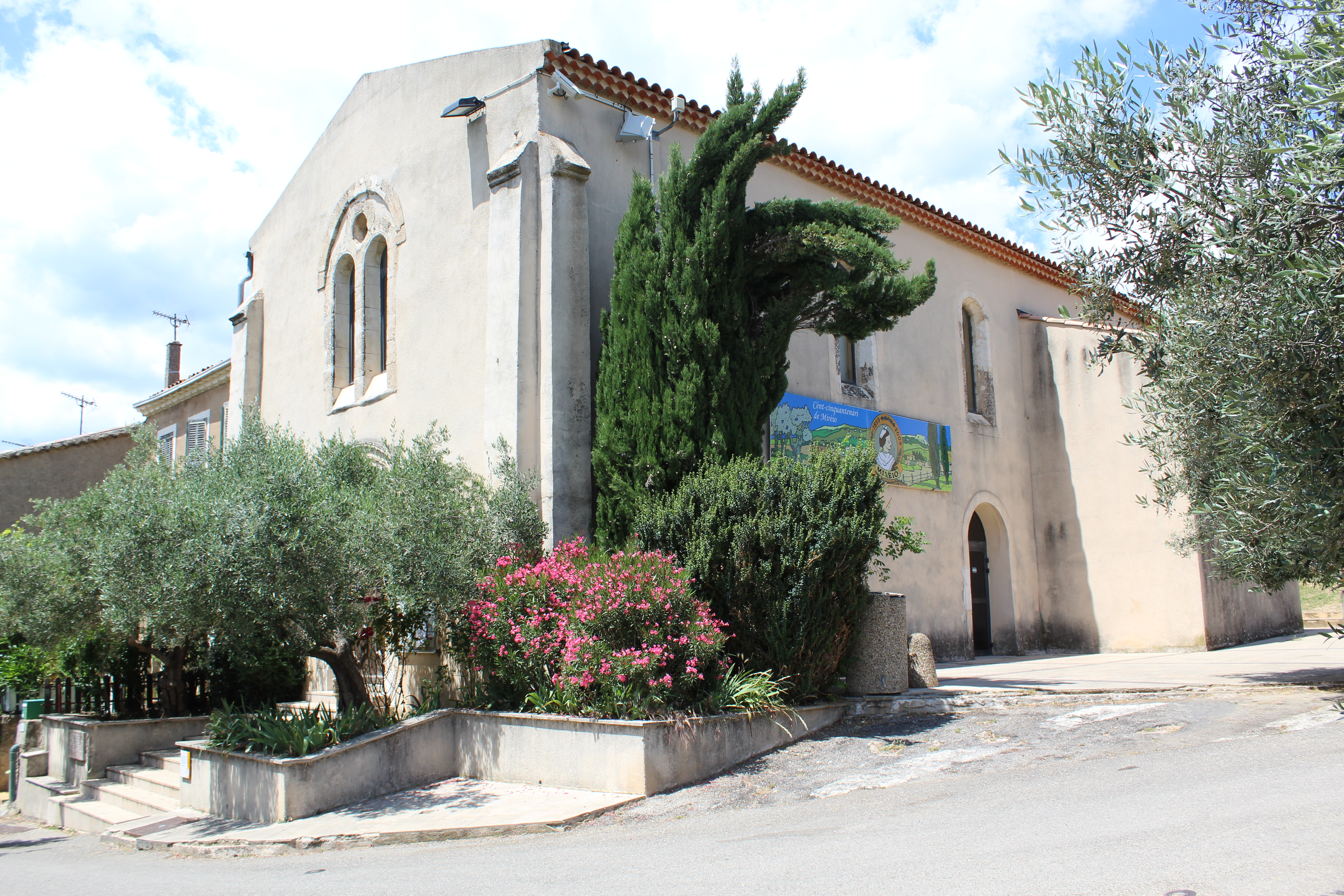
L'église Saint-Pierre.

- La source de l'Argens sur le plateau des Selves ;
- Le stand de tir ;
- La bastidasse ;

### Galerie

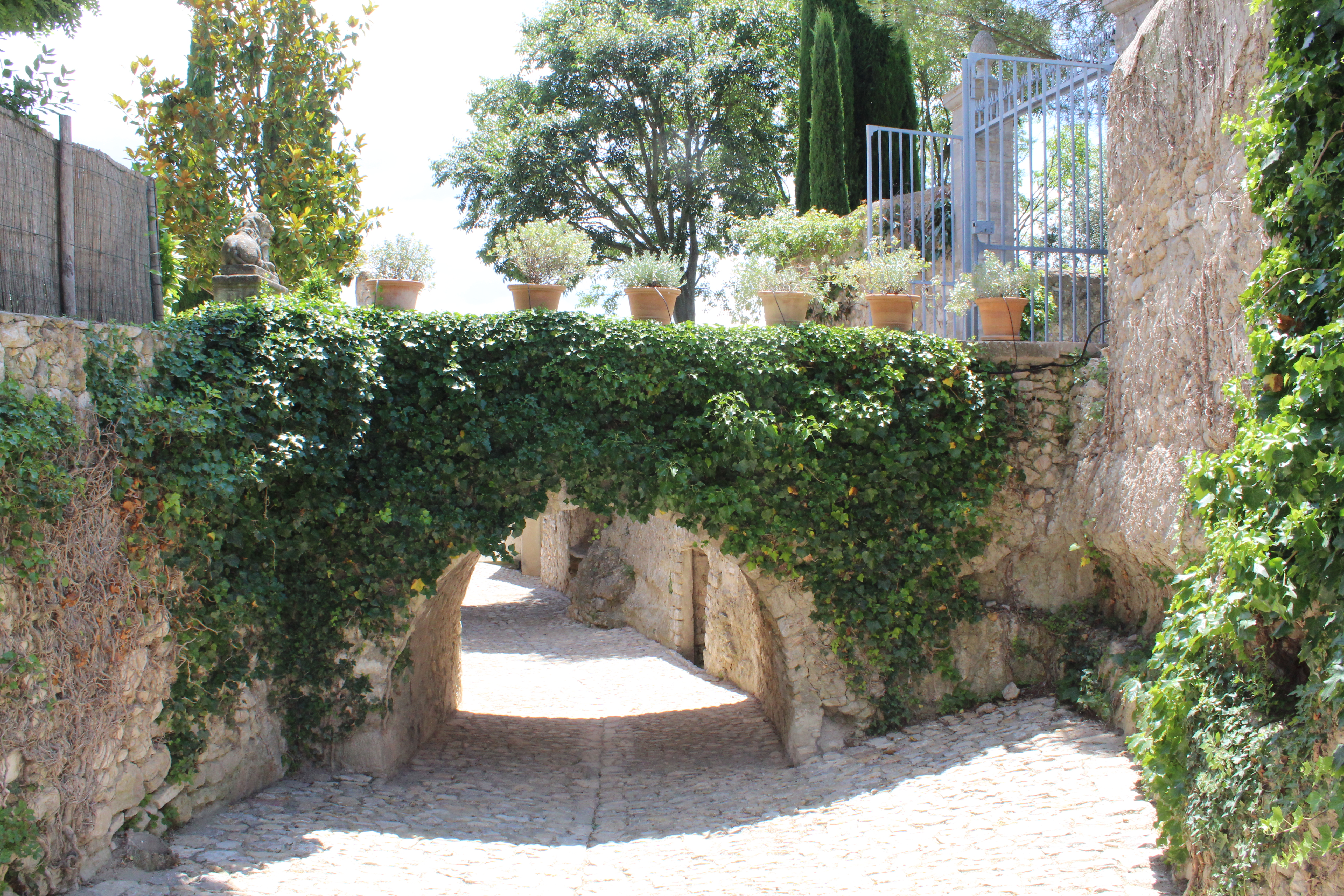
Passage près du château.
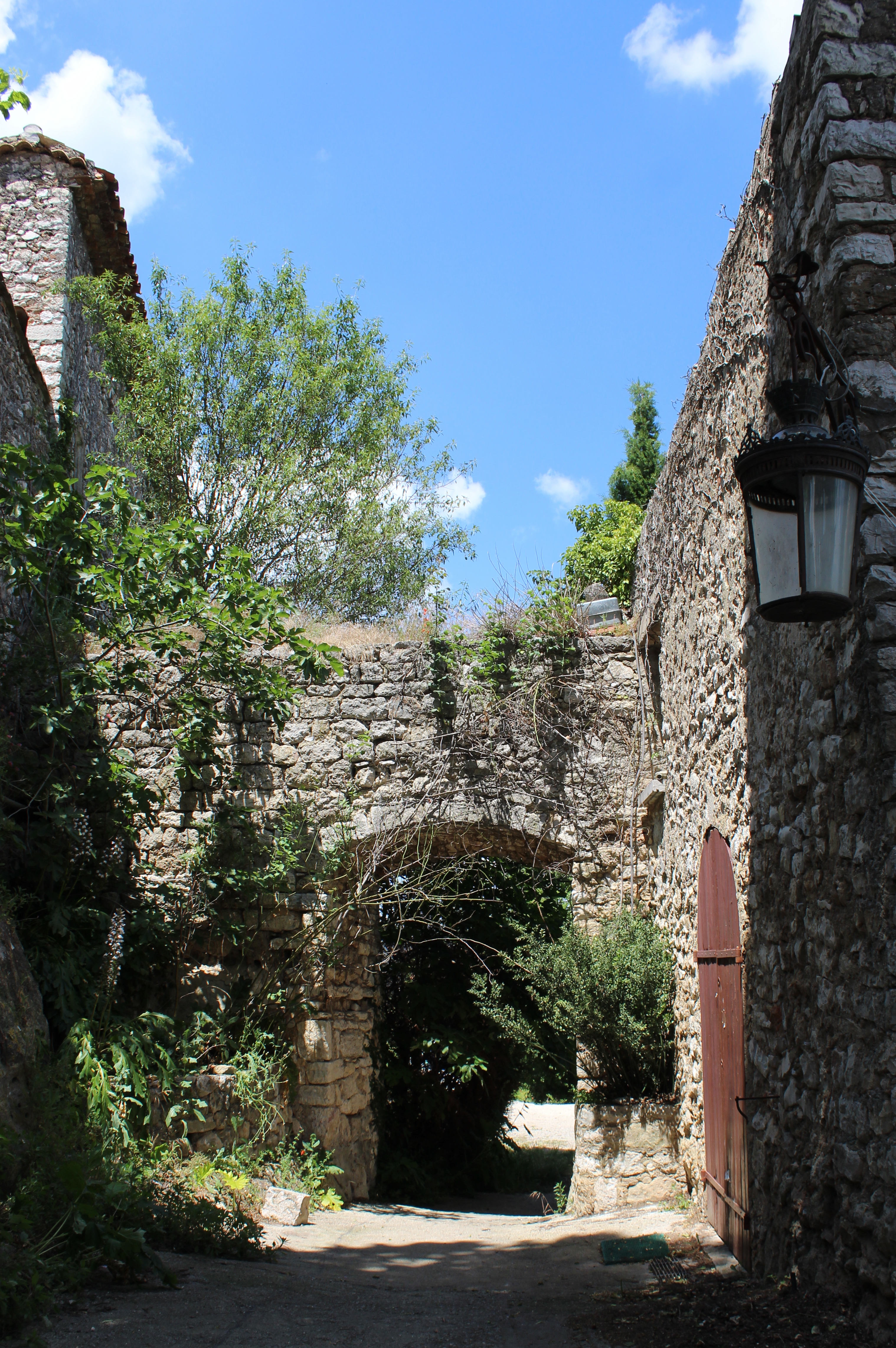
Sentier le long des remparts.
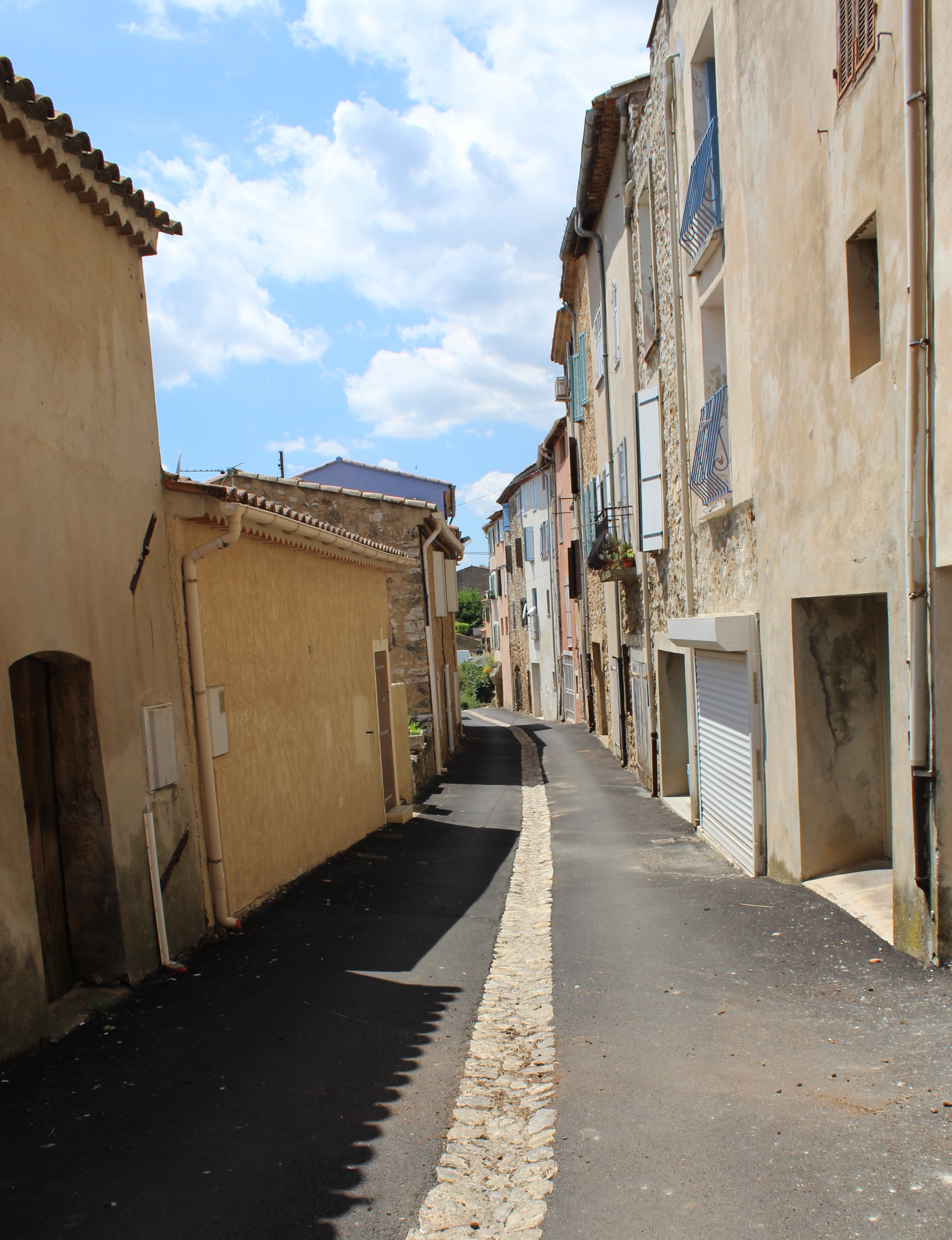
La rue du Moulin.

## Jumelages
- Santa Luce (Italie) depuis 2008.